# Melanotus microaugustus
Melanotus microaugustus is een keversoort uit de familie kniptorren (Elateridae). De wetenschappelijke naam van de soort werd voor het eerst geldig gepubliceerd in 2002 door Platia & Schimmel.